# Каверзнев, Александр Кириллович
Александр Кириллович Ка́верзнев (1774 или 1775 — 1867) — русский кораблестроитель XIX века, построил 146 боевых судов, составил «Урочный реестр» — одно из первых отечественных уставных положений в области кораблестроения, которое регламентировало технологический процесс во всех Адмиралтействах страны, генерал-лейтенант Корпуса корабельных инженеров.

## Биография
Родился 29 августа (9 сентября) 1774 года (по другим сведениям в 1775 году) в Смоленской губернии в семье священнослужителей, его дед Аввакум и отец Кирилл Каверзневы были священниками. С десятилетнего возраста Александр воспитывался в семье своего родного дяди известного русского ученого, биолога Афанасия Каверзнева.
В 1793 году Александр Каверзнев, после окончания главного народного училища в Смоленске, уехал в Херсон. 1 января 1794 года поступил на службу в Черноморское адмиралтейство корабельным учеником 2-го класса. В 1797 году был переведён в Санкт-Петербургское адмиралтейство, посещал лекции в Морском кадетском корпусе. 1 января 1798 года произведён в обученные тиммерманы, летом того же года назначен преподавателем в открывшееся в Санкт-Петербурге первое в мире Училище корабельной архитектуры, в котором проработал до 1804 года, затем начал практическую деятельность на корабельных верфях.

### Помощник корабельного мастера
В 1804 году в Главном гребном порту Санкт-Петербурга построил 14 канонерских лодок, исправлял в Гатчине и Павловске придворные суда. 26 октября 1804 года был произведён в помощники корабельного мастера XIV класса. В 1806 году на Олонецкой верфи построил 22 канонерские лодки. 1 января 1808 года произведён в XII класс. В 1808—1809 годах продолжал строить канонерские лодки: 6 лодок — в городе Куопио Великого княжества Финляндского, 16 — в рижском порту, 40 лодок и 28 транспортных судов на Лодейнопольской верфи. С 1810 году переделывал в Санкт-Петербургском порту 10 транспортных судов в галеты (двухпарусное судно). Построил там же по своему чертежу островскую лодку (плоскодонное судно для мелководья). 1813 году исправлял суда гребного флота и придворные суда в Павловске, в 1814 году построил для Государя Императора Александра I яхту «Россия» в виде фрегата, за что был награждён золотыми часами. После постройки яхты-фрегата был переведён в ревельский порт для исправления военных судов. 1 января 1817 года был произведён в IX класс.

### Корабельный мастер

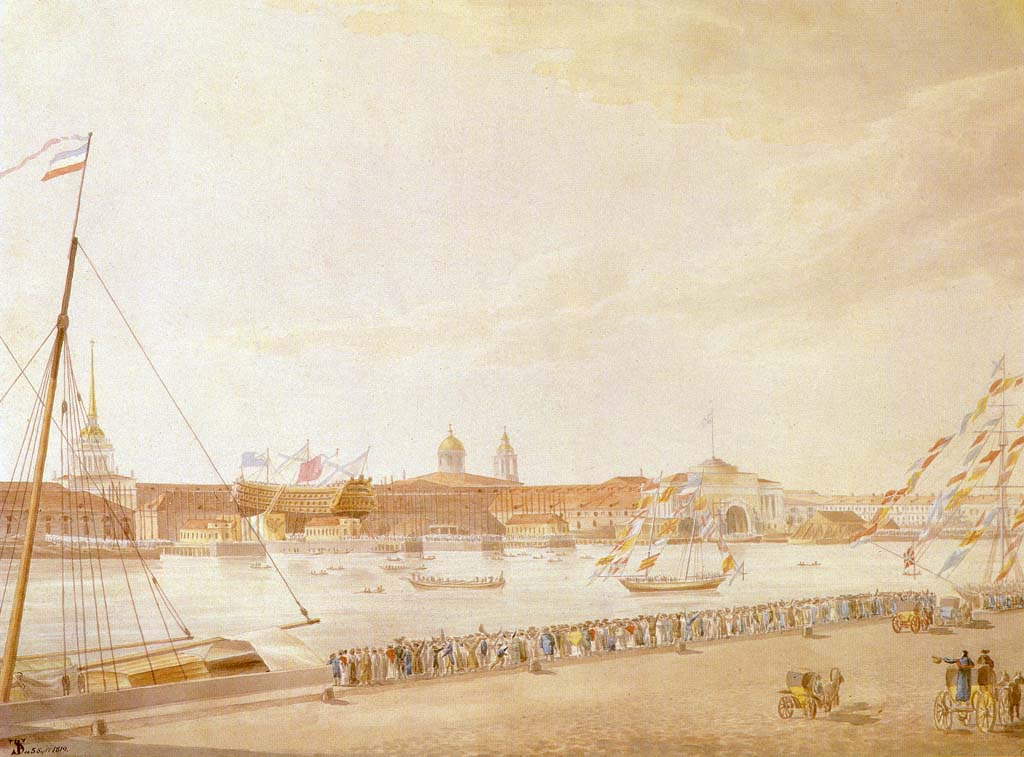
«Спуск корабля на Неве». Акварель Ф. Ф. Шенрока.

1 января 1821 года Каверзнев был произведен в корабельные мастера и откомандирован в Херсон командиром кораблестроительной команды. В 1823—1827 годах в Херсонском адмиралтействе построил: 74-пушечные линейные корабли «Пимен» (1823) и «Иоанн Златоуст» (1825); 44-пушечный фрегат «Штандарт» (1824); 10-пушечные бомбардирские суда типа брига «Соперник» (1826), «Подобный» и «Ревнитель» (1826); 10-пушечные люгера «Глубокий» (1827) и «Широкий» (1827), 13 канонерских лодок: «Шумная», «Змея», «Скорпион», «Гиена», «Хорек», «Коршун», «Ястреб», «Азартная» (1822) и «Крикун» (1823), «Громкая», «Беспокойная», «Сердитая», «Барсук», «Тарантул» (1828); 60 флашхоутов для наплавного моста через реку Дунай. 
22 июля 1824 года произведён в VIII класс, а 23 февраля 1827 года в подполковники Корпуса корабельных инженеров. В 1828 году был награждён орденами  Святого Владимира 4-й степени и Святой Анны 2-й степени.
С 1828 по 1830 год работал на верфях города Николаева, где им были построены: 84-пушечные линейные корабли «Чесма» (1828) и «Адрианополь» (1830); 60-пушечные фрегаты «Тенедос» и «Архипелаг» (1828), «Эривань» (1829); 18-пушечные бриги «Кастор» (1829), «Поллукс» (1829) для дунайской флотилии; 5 канонерских лодок и 5 иолов в 1828—1829 годах.
В 1830 переведён в Санкт-Петербургское адмиралтейство и назначен временным членом Кораблестроительного учётного комитета, составил «Урочный реестр» — одно из первых отечественных уставных положений в области кораблестроения, которое регламентировало технологический процесс во всех адмиралтействах страны. За время работы в комитете был инициатором множества практических предложений по усовершенствованию технологий строительства судов, увеличения их прочности и долговечности. В частности, им был предложен новый метод конопачения палуб, процедуры по предотвращению гниения корабельных корпусов, новые способы скрепления частей судового набора и ряд других новшеств.
25 марта 1831 года произведён в полковники со старшинством с 15 января 1830 года.
В 1832—1833 годах строил в Новом адмиралтействе 84-пушечный корабль «Владимир», который спустил на воду 10 августа 1833 года в присутствии Государя Императора и многочисленных гостей. Свидетелем торжественного спуска корабля был и русский поэт А. С. Пушкин, который вдохновлённый этим событием написал стихотворение «Чу, пушки грянули…» с такими проникновенными строками:
Чу, пушки грянули! крылатых кораблей

Покрылась облаком станица боевая,

Корабль вбежал в Неву — и вот среди зыбей,

Качаясь плавает, как лебедь молодая.
В 1837 году в Новом Адмиралтействе построил и спустил на воду ещё один, однотипный «Владимиру» корабль «Вола». В 1838—1843 годах находился в комиссиях по исправлению военных судов Кронштадтского порта. В 1843 году был командирован в Архангельск для осмотра военного судостроения, и в особенности прочности железных работ при постройке линейного корабля «Ингерманланд», который строил корабельный мастер В. А. Ершов. В 1844 году построил в Новом адмиралтействе 84-пушечный линейный корабль «Андрей», после спуска которого на воду 6 декабря 1844 года был пожалован в генерал-майоры. В 1845—1853 годах состоял председателем комиссии по освидетельству дефектов судов кронштадтского и петербургского портов. 19 апреля 1853 года произведён в генерал-лейтенанты и уволен от службы.
Умер 25 февраля (9 марта) 1867 года. Похоронен на Митрофаниевском кладбище Санкт-Петербурга.